# Haleakalā Wilderness
La Haleakalā Wilderness est une aire protégée américaine située dans le comté de Maui, à Hawaï. Fondée en 1976, elle protège 100,03 km2 au sein du parc national de Haleakalā.